# Chironomus antarcticus
Chironomus antarcticus är en tvåvingeart som beskrevs av Walker 1837. Chironomus antarcticus ingår i släktet Chironomus och familjen fjädermyggor. Inga underarter finns listade i Catalogue of Life.